# Schützengasse 2/ Hummelstraße 2/2a (Weimar)

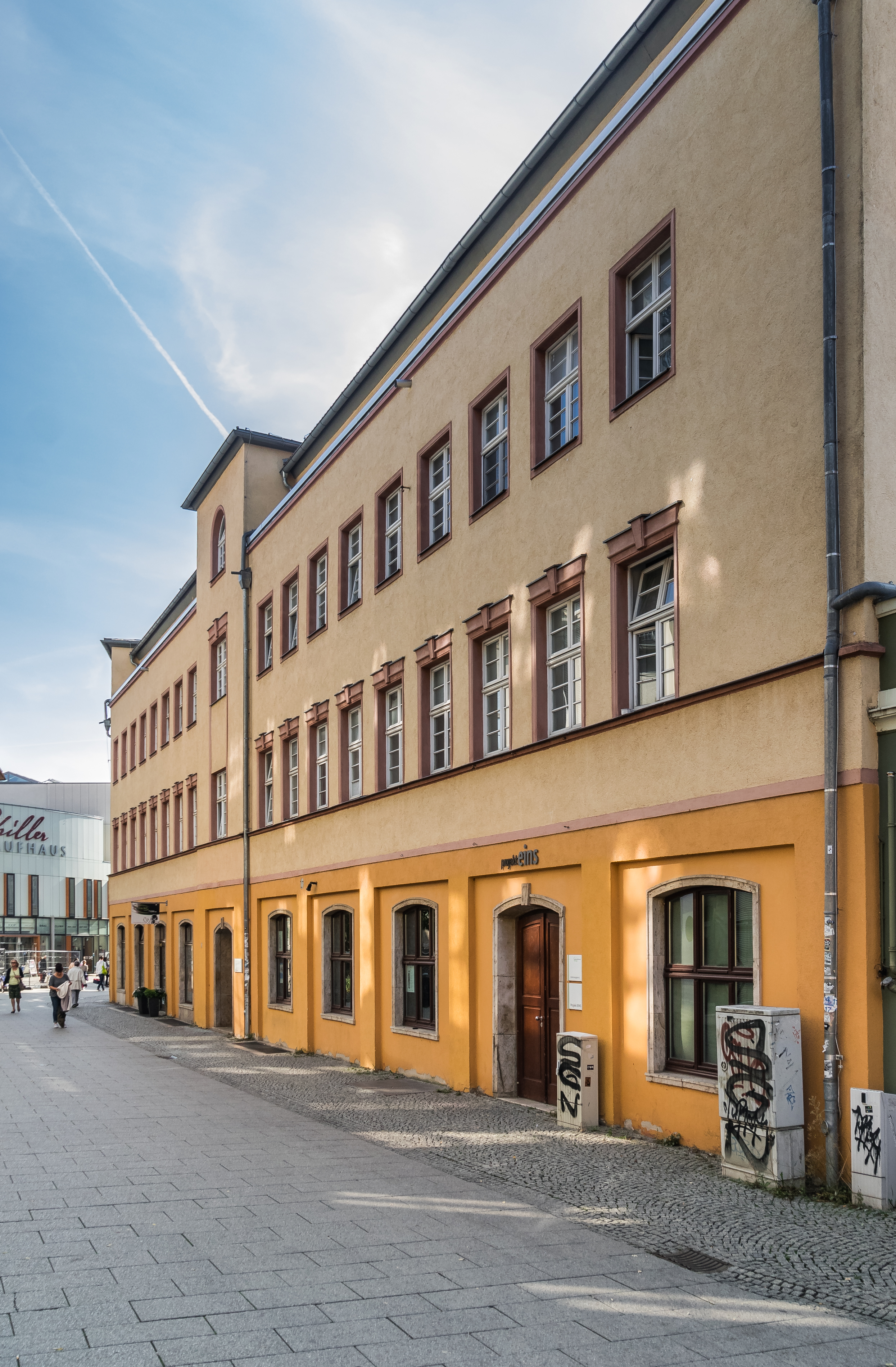
Eckhaus Schützengasse 2/ Hummelstraße 2

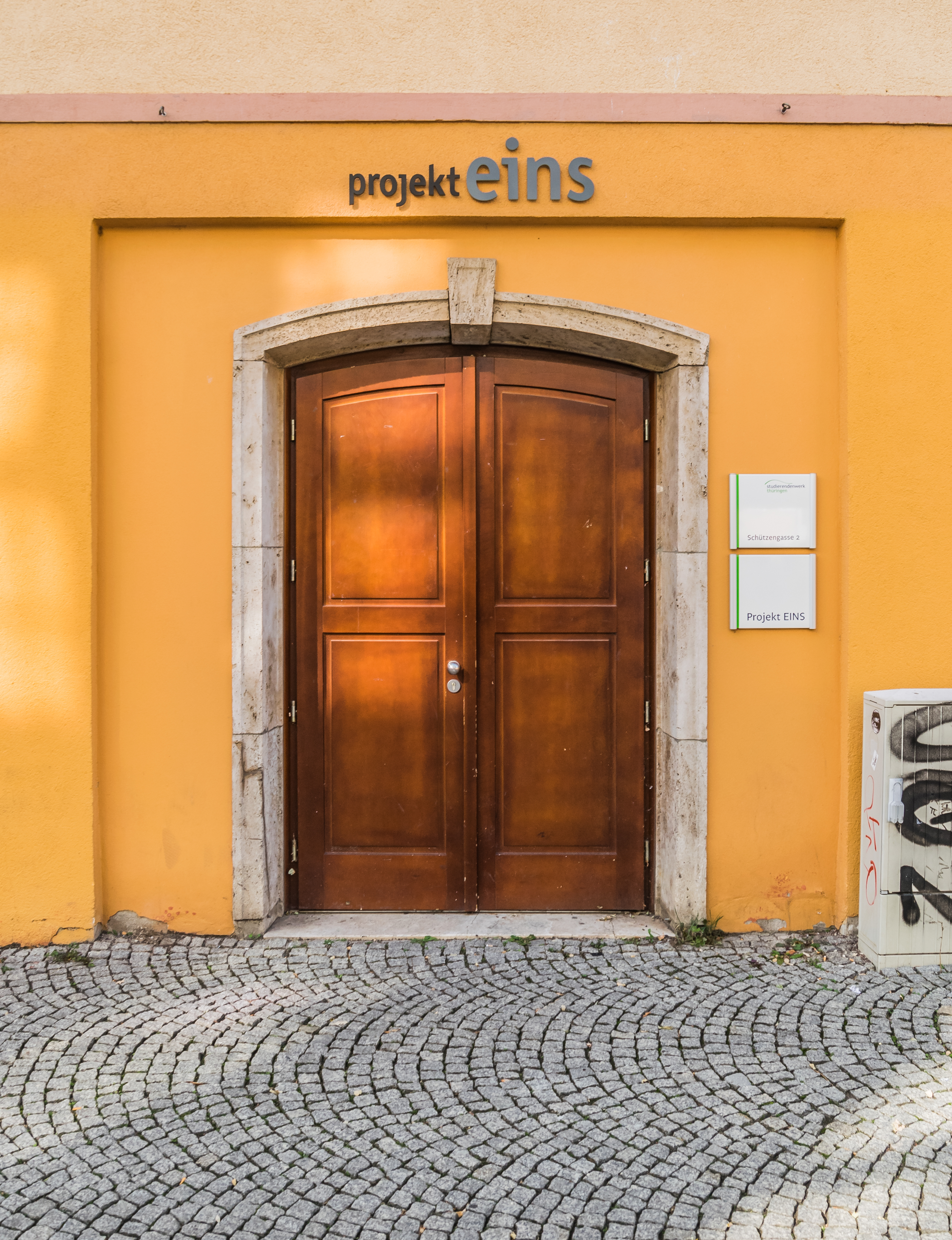
Eingang zum Haus Schützengasse 2

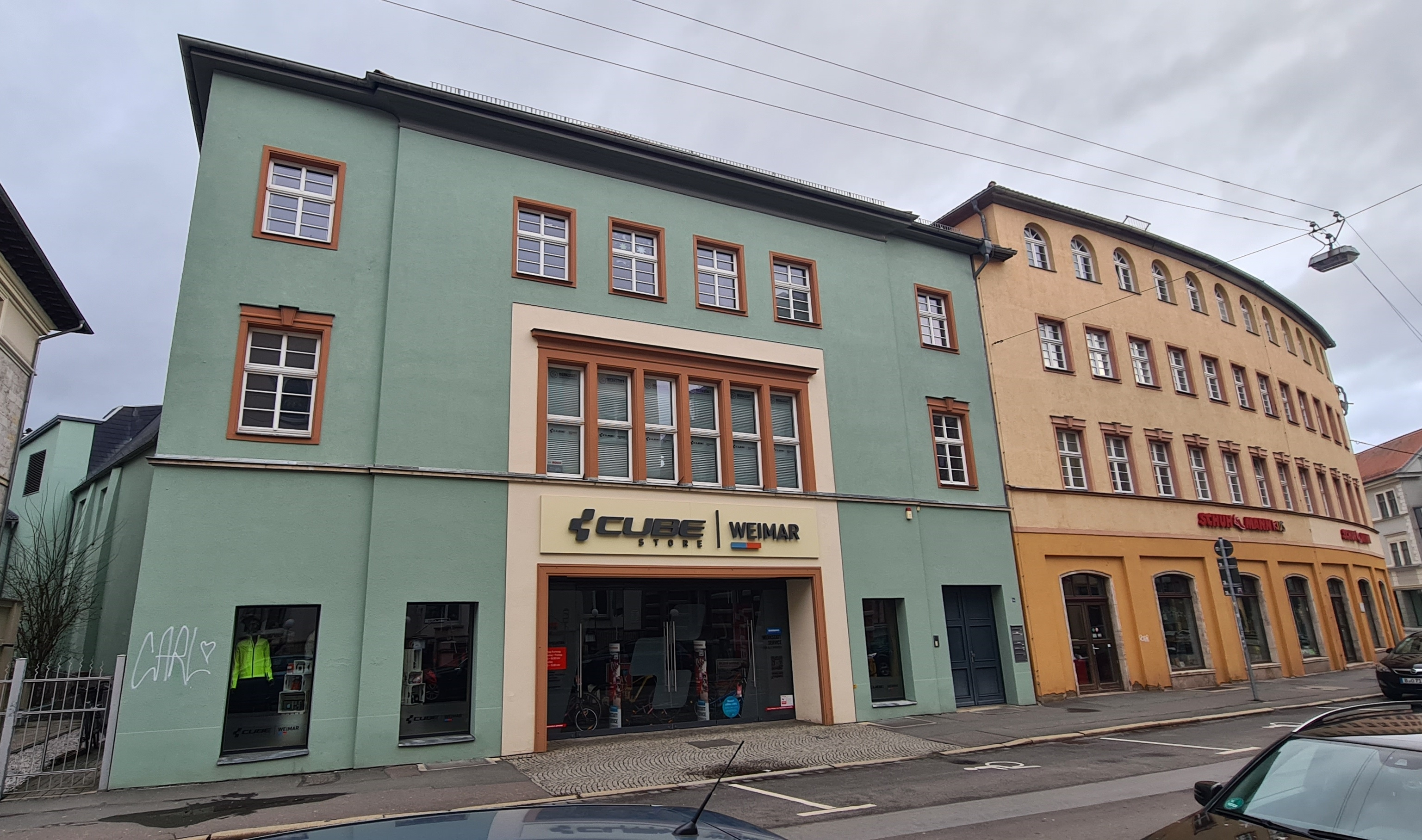
Kino Theater des Friedens – UFA Zentral-Palast Weimar Hummelstraße 2a

Die Gebäude Schützengasse 2/ Hummelstraße 2/2a in Weimar entstanden als straßenbildprägende Häuser in den 1920er Jahren. Die Hummelstraße 2a ist zudem von mediengeschichtlichem Interesse.

## Geschichte
Bis zum Abbruch 1925 befand sich hier die alte Posthalterei.
Diese mit Pferdefuhrwerken betriebene Spedition wiederum war Weimars größtes Fuhrgeschäft. Diese nannte sich zwar „Kaiserliche Posthalterei“, wurde jedoch privat geführt. Nach 1916 gab es in Deutschland keine reichseigenen Posthaltereien mehr. Mit dem Ausbau des Schienennetzes nahm die Bedeutung der Personenbeförderung entsprechend ab. Unter Max Boerl war es ein Handels- und Dienstleistungsgeschäft „Posthalterei“. Laut Axel Stefek war die alte Posthalterei verschwunden, um einer Bebauung mit einem attraktiveren Quartier Platz zu machen, noch bevor die letzten Pferdedroschken selbst gänzlich verschwanden. Andere Beförderungsmöglichkeiten für den Postverkehr gab es vorher noch nicht im ausreichenden Umfang.
Das Gebäude, so wie es jetzt dasteht, entstand 1925/26 unmittelbar danach und war zumindest im Bereich Hummelstraße 2a Lichtspielhaus. Errichtet wurde es ebenso wie die benachbarten Geschäftsgebäude für Karl Liebrich und Gustav Schneider in Weimar. Dieses 1926 errichtete Lichtspieltheater in der Hummelstraße war der UFA Zentral-Palast Weimar. Ab 1928 wurde der Zentralpalast von der UFA als Erstaufführungskino genutzt. Der Architekt war Ernst Flemming, der den Entwurf bereits 1924 lieferte. Zu DDR-Zeiten und noch danach hieß es Theater des Friedens. Im Jahre 1957/58 erfolgte eine Modernisierung im Innern, sodass der Saal 900 Plätze hatte. Das Kino wurde 1999 geschlossen. Der Kinosaal ist inzwischen zweckentfremdet für Verkaufszwecke. Auch der angrenzende Komplex als Geschäftshaus, der heute als Studentenwohnheim genutzt wird, entstand zeitgleich nach den Plänen Ernst Flemmings. Diese Gebäude wurden bereits bei August Lehrmann erwähnt. Kino und Geschäftsgebäude bilden konzeptionell ein bauliches Ensemble. Die Schützengasse und damit auch dieser Bereich wurde in die Stadtplanung der Nationalsozialisten einbezogen.
In der Schützengasse 2 wiederum befand sich ein Studentenclub, dann eine Kleinkunstbühne unter dem Namen projekt eins. Seit 2014 heißt das Objekt Mascha, benannt nach der Schriftstellerin Mascha Kaléko. Getragen wird die Einrichtung vom Verein KulturTragWerk e.V.
Heute ist der Hauptteil des Gebäudekomplexes ein Studentenwohnheim Schützengasse 2/Hummelstraße 2, das vom Studierendenwerk Thüringen betrieben wird. Im Untergeschoss Hummelstraße 2 befindet sich ein Geschäft.